# Geolycosa gofensis
Geolycosa gofensis este o specie de păianjeni din genul Geolycosa, familia Lycosidae. A fost descrisă pentru prima dată de Strand, 1906. Conform Catalogue of Life specia Geolycosa gofensis nu are subspecii cunoscute.